# Charles Frederic Ulrich

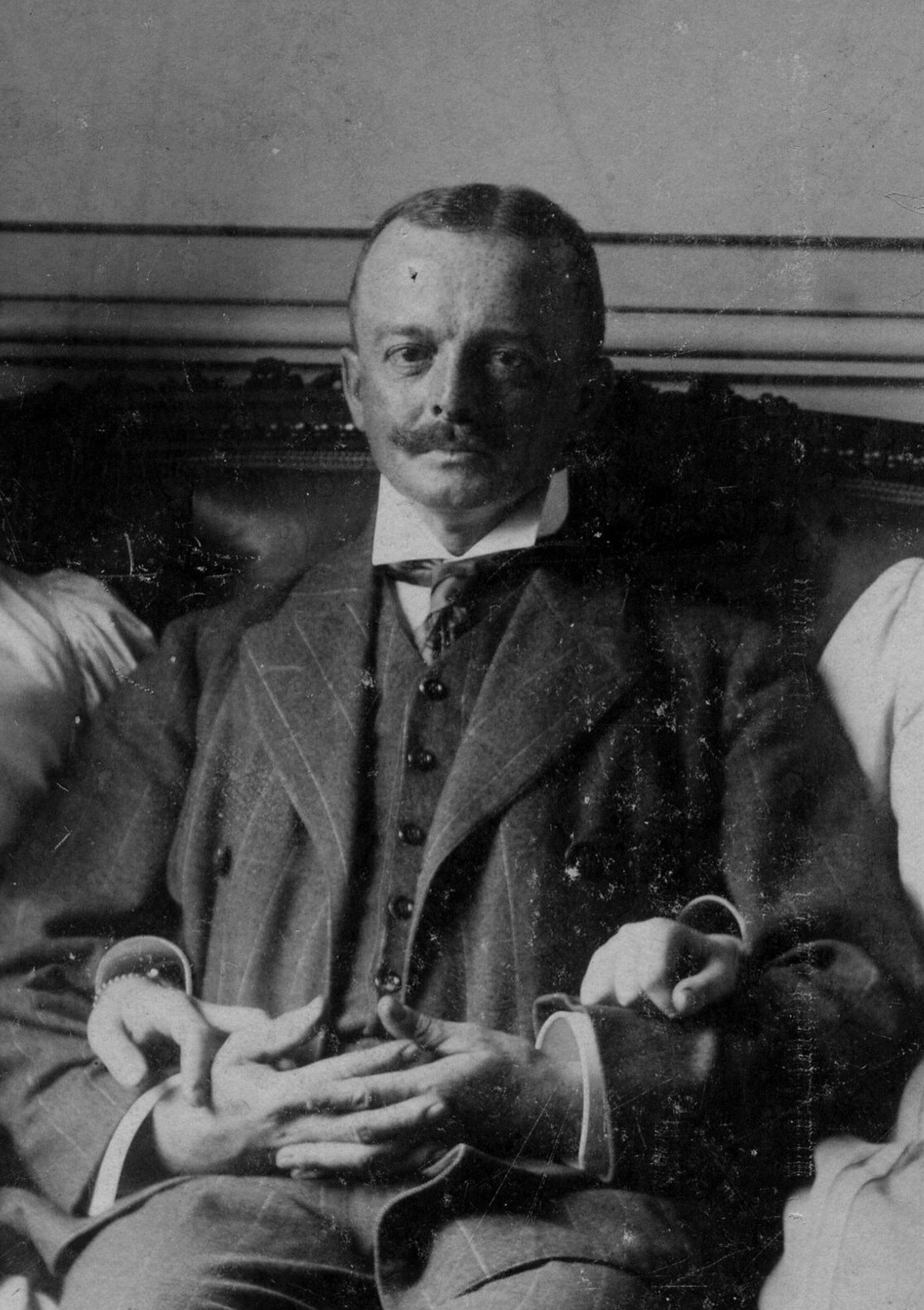
Charles Frederic Ulrich um 1895

Charles Frederic Ulrich (* 18. Oktober 1858 in New York; † 15. Mai 1908 in Berlin) war ein amerikanisch-deutscher Maler.

## Leben
Der in New York geborenen Künstler Charles Ulrich gehörte zu einer weltoffenen Generation amerikanischer Maler, die im späten 19. Jahrhundert Ausbildung und Erfahrung in Europa suchten. Sein erster Aufenthalt war im Jahr 1875, als er nach dem Studium an der National Academy und Cooper Union nach München ging. Dort besuchte Ulrich die Akademie der Bildenden Künste und war Schüler von Ludwig von Löfftz und Wilhelm von Lindenschmit. Der erstere war auch der Lehrer von John Henry Twachtman, mit welchem sich Ulrich anfreundete. Ulrich wurde auch Teil des Kreises von amerikanischen Künstlern, die dem einflussreichen amerikanischen Maler Frank Duveneck verbunden waren und in München, so wie in dem bayerischen Ort Polling malten.

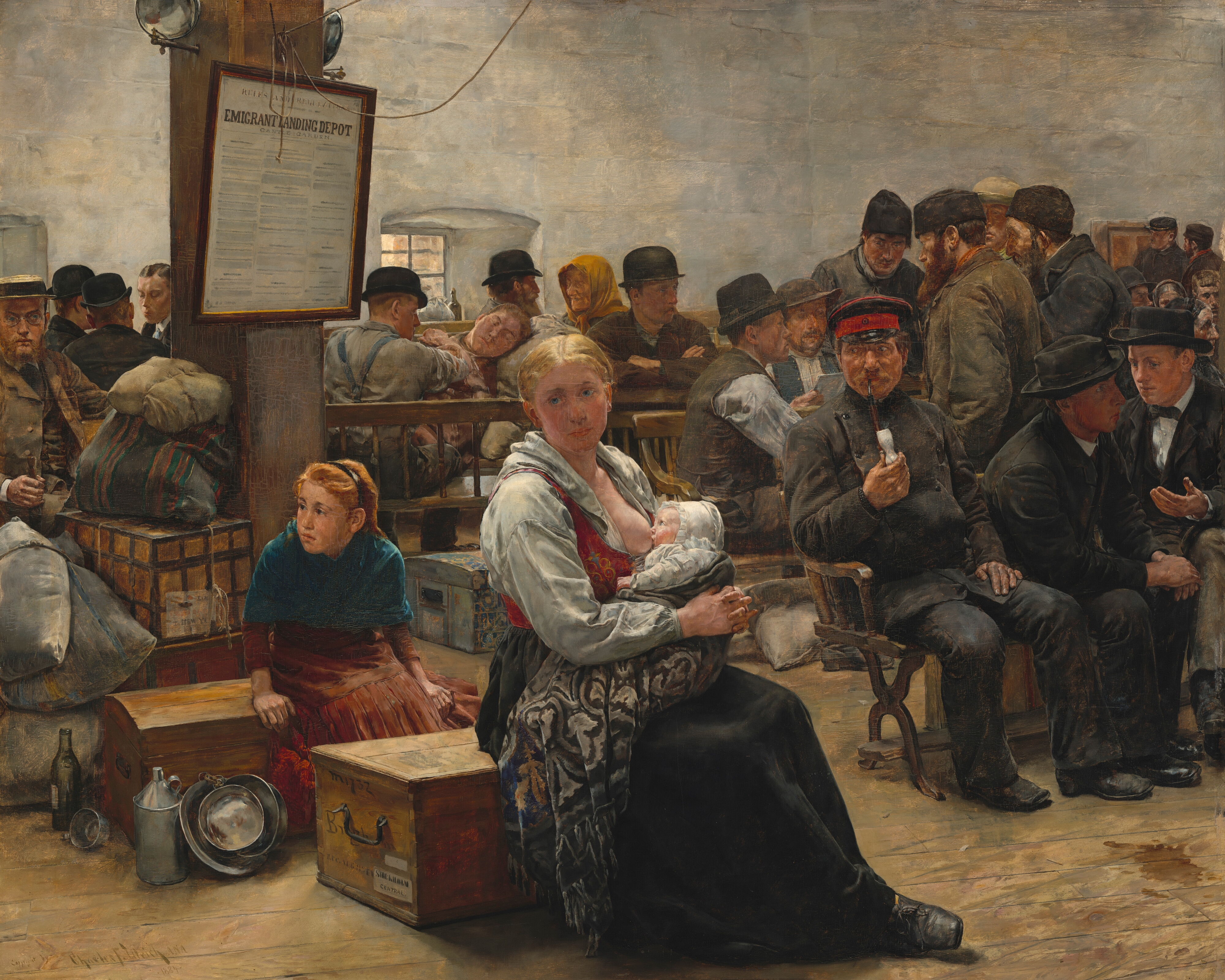
In the Land of Promise, 1884

Zwischen 1879 und 1881 kehrte Ulrich in die Vereinigten Staaten zurück und schloss sich seinen Landsleuten, jungen Malern, die Europa ihre Ausbildung erhalten hatten, um neue Stilmittel zu erforschen. Ulrich untersuchte die Malerei, der Kunst der Einbindung von Innenräumen, der niederländischen Maler des 17. Jahrhunderts, wie Pieter de Hooch und Jan Vermeer. Und ebenso wie William Merritt Chase, welchen er sehr bewunderte, ließ er sich auch von der Porträtmalerei des Frans Hals und Anthonis van Dyck beeinflussen. 1883 wurde Ulrich Mitarbeiter (d. h. außerordentliches Mitglied) der National Academy of Design sowie Mitglied der Society of American Artists. Er war einer der wenigen Maler seiner Zeit, welcher soziale Themen anging. 1884 malte er mit In the Land of Promise, die Schilderung der Immigranten in der Empfangsstation Castle Garden. Von Thomas Benedict Clarke (1848–1931), einem Spitzen- und Wäschehersteller aus New York und Sammler von zeitgenössischer Kunst wurde Ulrich entdeckt. 1884 malte er das Brustbild des Thomas B. Clarke in Dankbarkeit für die Teilnahme mit dem Bild In the Land of Promise, welches von der National Academy of Design mit dem ersten Thomas B. Clarke-Preis für Best American Figure Composition ausgezeichnet wurde.

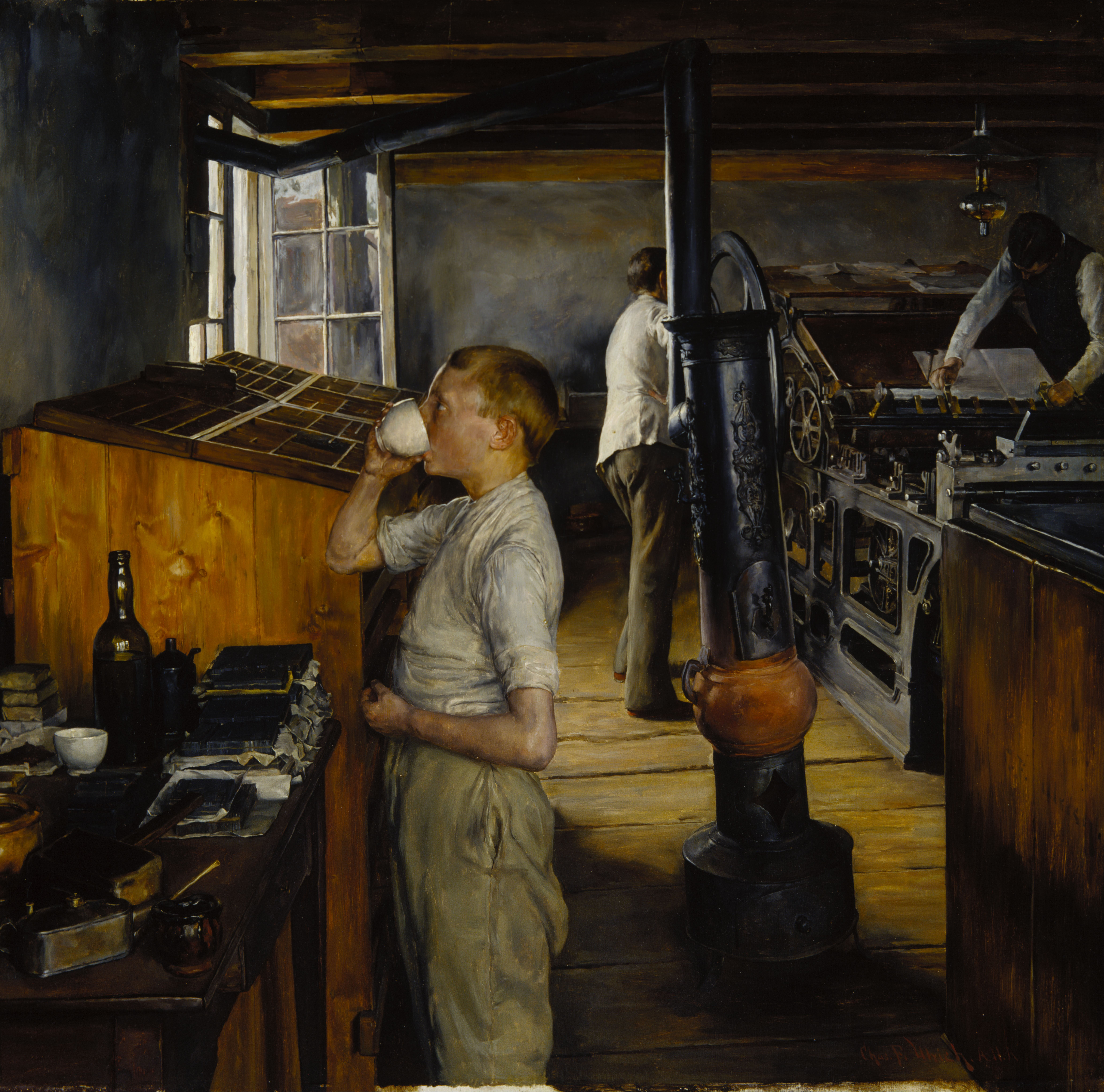
The Village Printing Shop, Haarlem, Holland, 1884

Im Sommer 1884 kehrte Ulrich nach Europa zurück und reiste zusammen mit den Künstlern Chase und Blum durch Belgien und Holland. In Haarlem teilte er sich mit dem in Cincinnati geborene Maler Robert Frederick Blum (1857–1903), welchen er vermutlich in New York kennengelernt hatte, eine Wohnung. Für die nächsten drei Jahre waren die beiden Künstler fast immer zusammen. Blum malte ruhige Genredarstellungen des Alltags, während Ulrich weiterhin Interesse an sozialen Themen hatte; so wie die Darstellung einer Szene der Innenansicht einer Druckerei mit arbeitenden Kindern, The Village Printing Shop, Haarlem, Holland und Bilder eines Waisenhauses mit mehreren Gemälden zu diesem Thema, einschließlich Waifs. 

“Mr. C. F. Ulrich shows in the South Gallery a well-painted and lifelike group of orphans and foundlings in the bare interior of the orphanage at Haarlem, Holland.”

„C. F. Ulrich zeigt in der ‚South Gallery‘ eine gut gemalte und lebensnahe Gruppe von Waisen und Findelkindern im kargen Inneren des Waisenhauses im holländischen Harlem.“

Ulrichs Heimat blieb Europa. Er lebte 1886 zunächst in Venedig und dann um 1890 in den Niederlanden. Studienaufenthalte von 1889 bis 1890 wiederholt in Venedig und von 1899 bis 1902 lebte und arbeitete Ulrich in Rom. Im Jahre 1888 und 1892 organisierte er Ausstellungen von amerikanischer Kunst in München. 1889 und 1890 stellte er an der Londoner Royal Academy of Arts und 1891 im Glaspalast München aus und nach 1893 beteiligte er sich mit der Berliner Secession an den Großen Berliner Kunstausstellungen.
1897 heiratete Ulrich die neunzehn Jahre jüngere Margarethe Oppenheim (1877–1939), Tochter des Bankiers Hugo Oppenheim. Charles Friederic Ulrich war ein frühes Mitglied des Deutschen Künstlerbundes; sein Name erscheint erstmals 1906 im Mitgliederverzeichnis des DKB. Ulrich verstarb 1908 in Berlin.

## Werke (Auswahl)

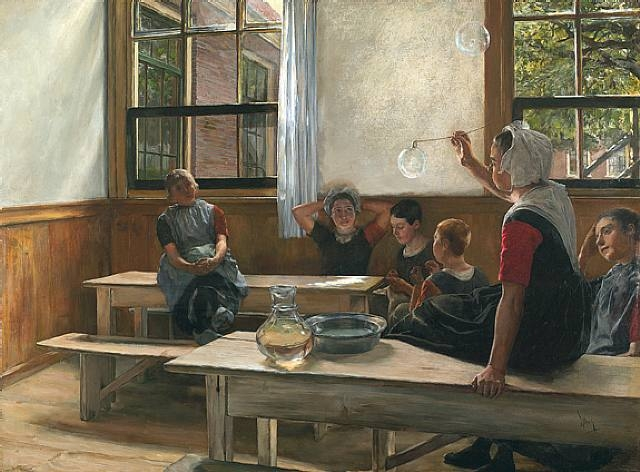
Waifs, Haarlem 1884
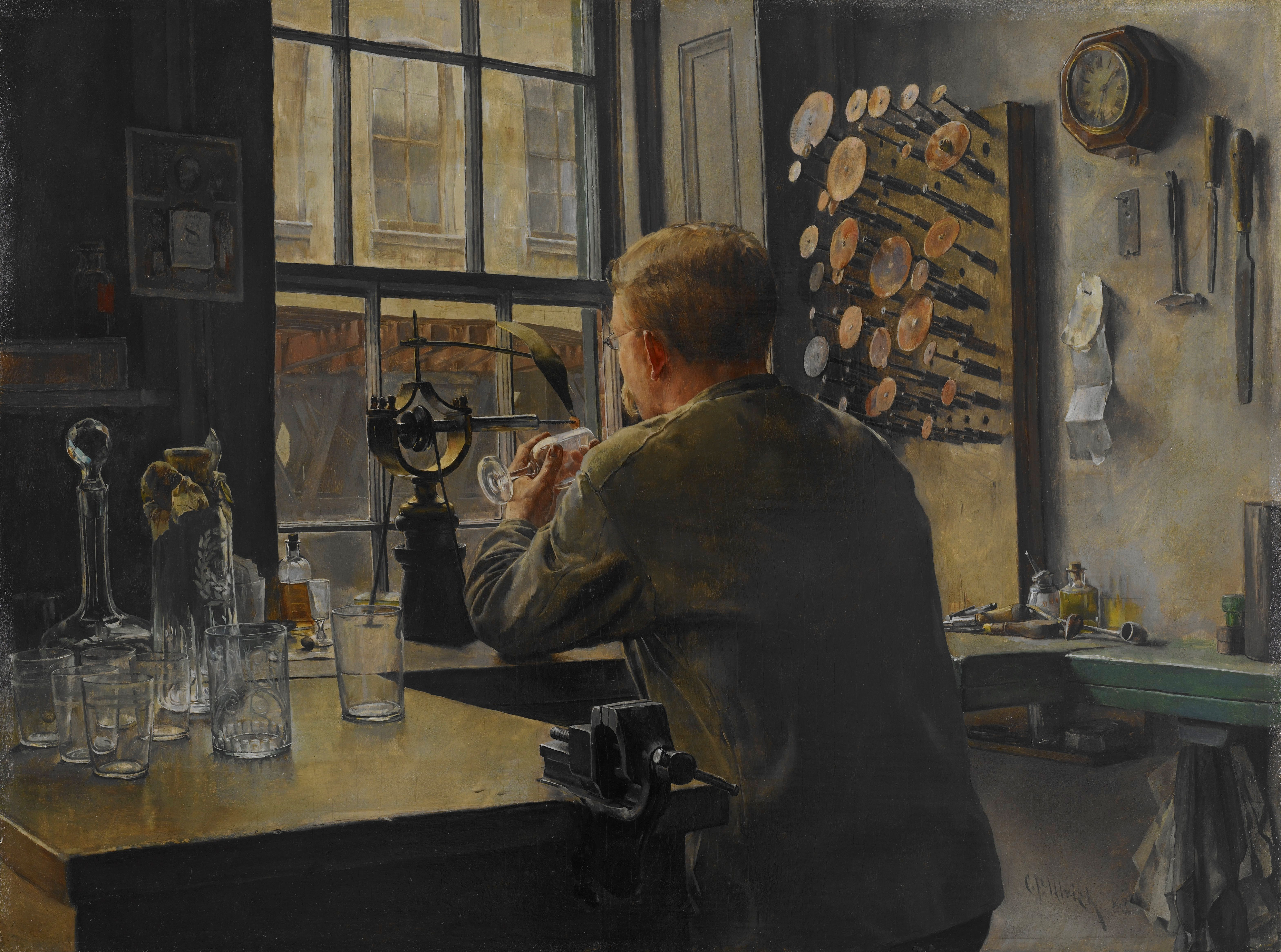
The Glass Engraver, 1883
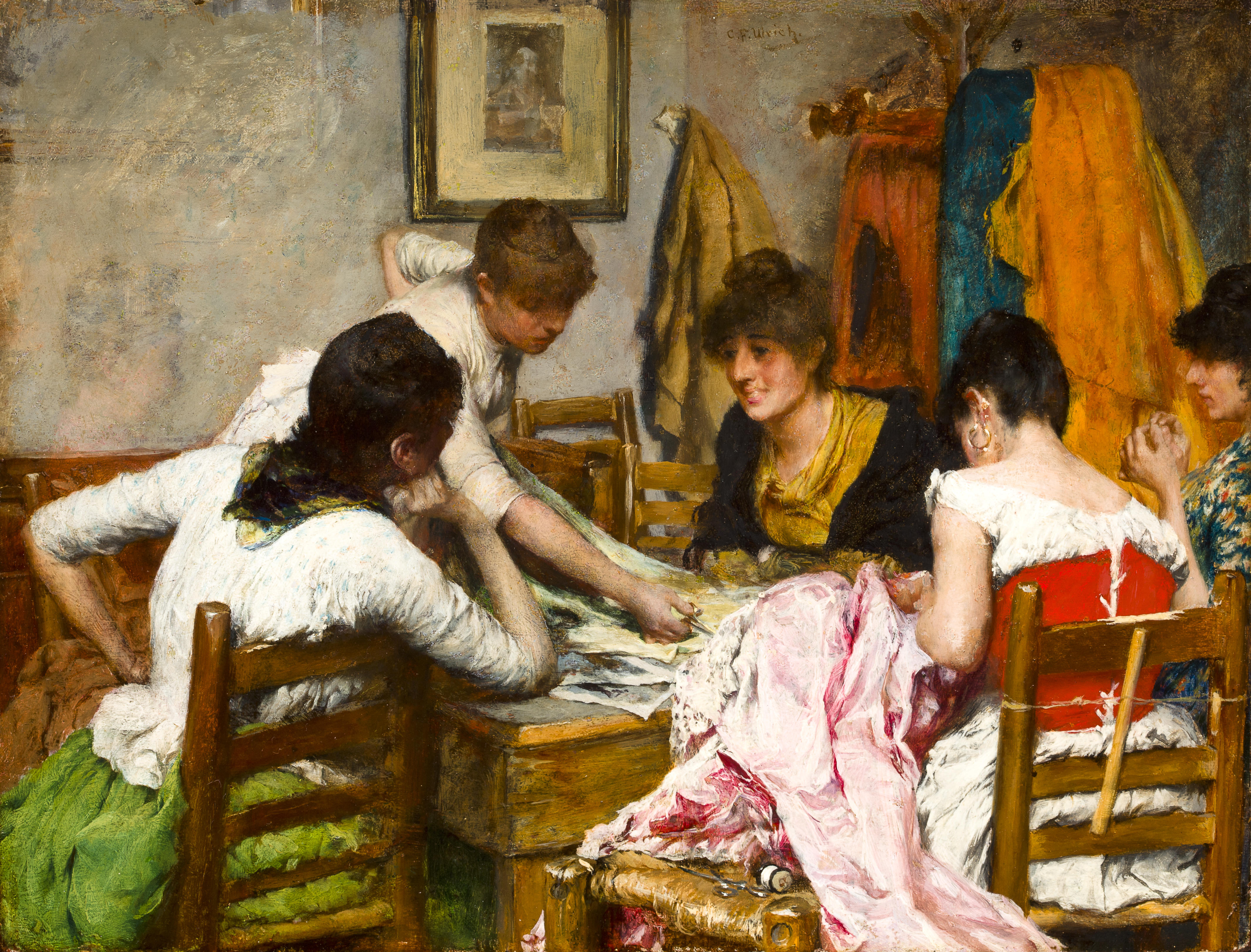
The new dress
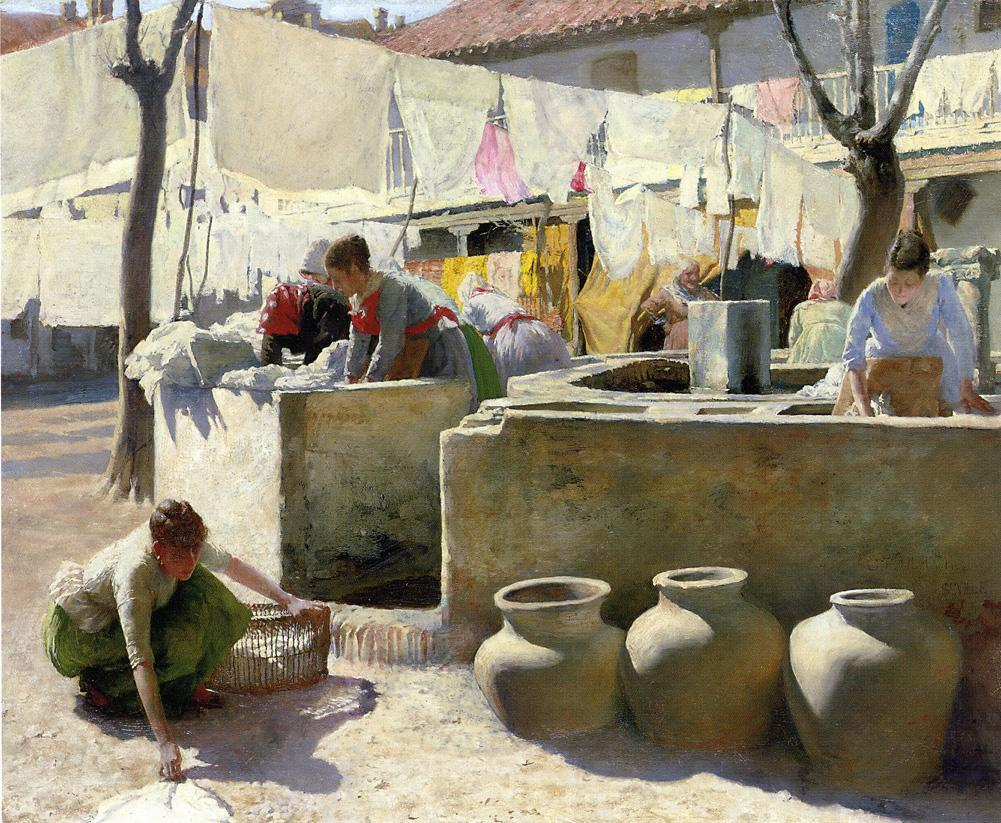
Waschfrauen, Sevilla um 1885–89
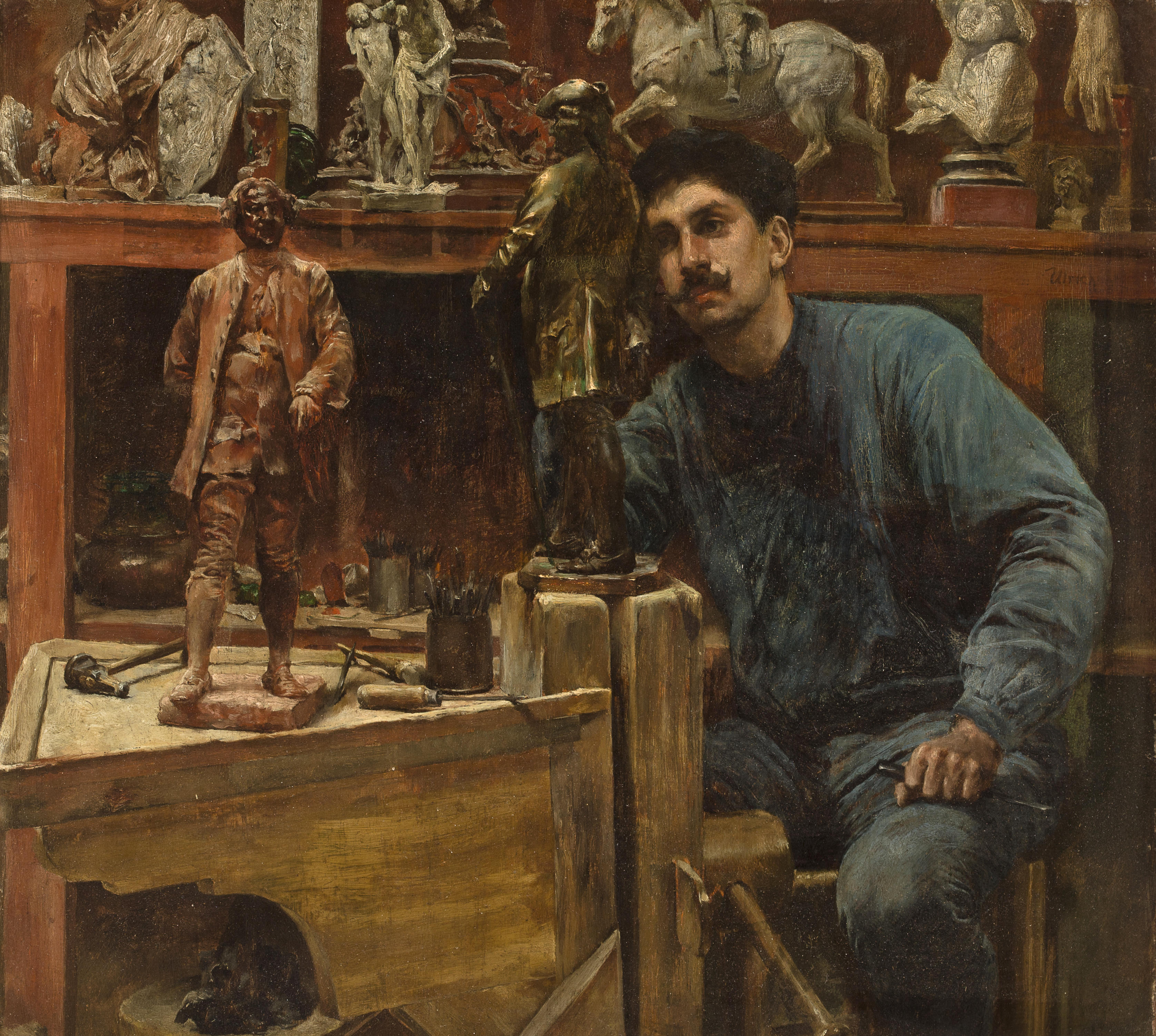
Bildhauer im Studio
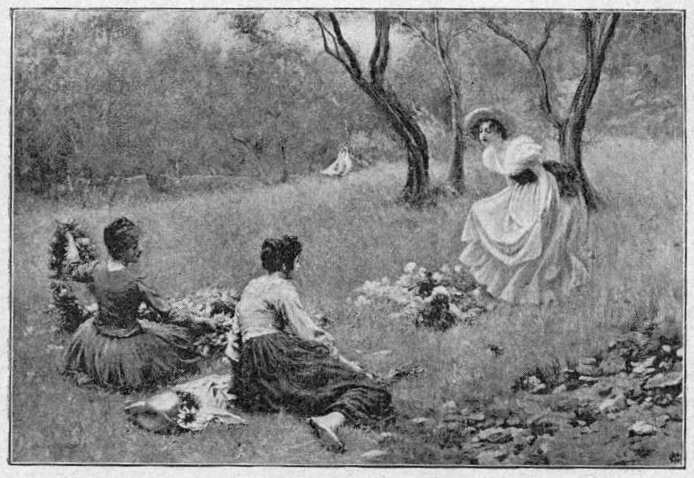
Festguirlanden, um 1891
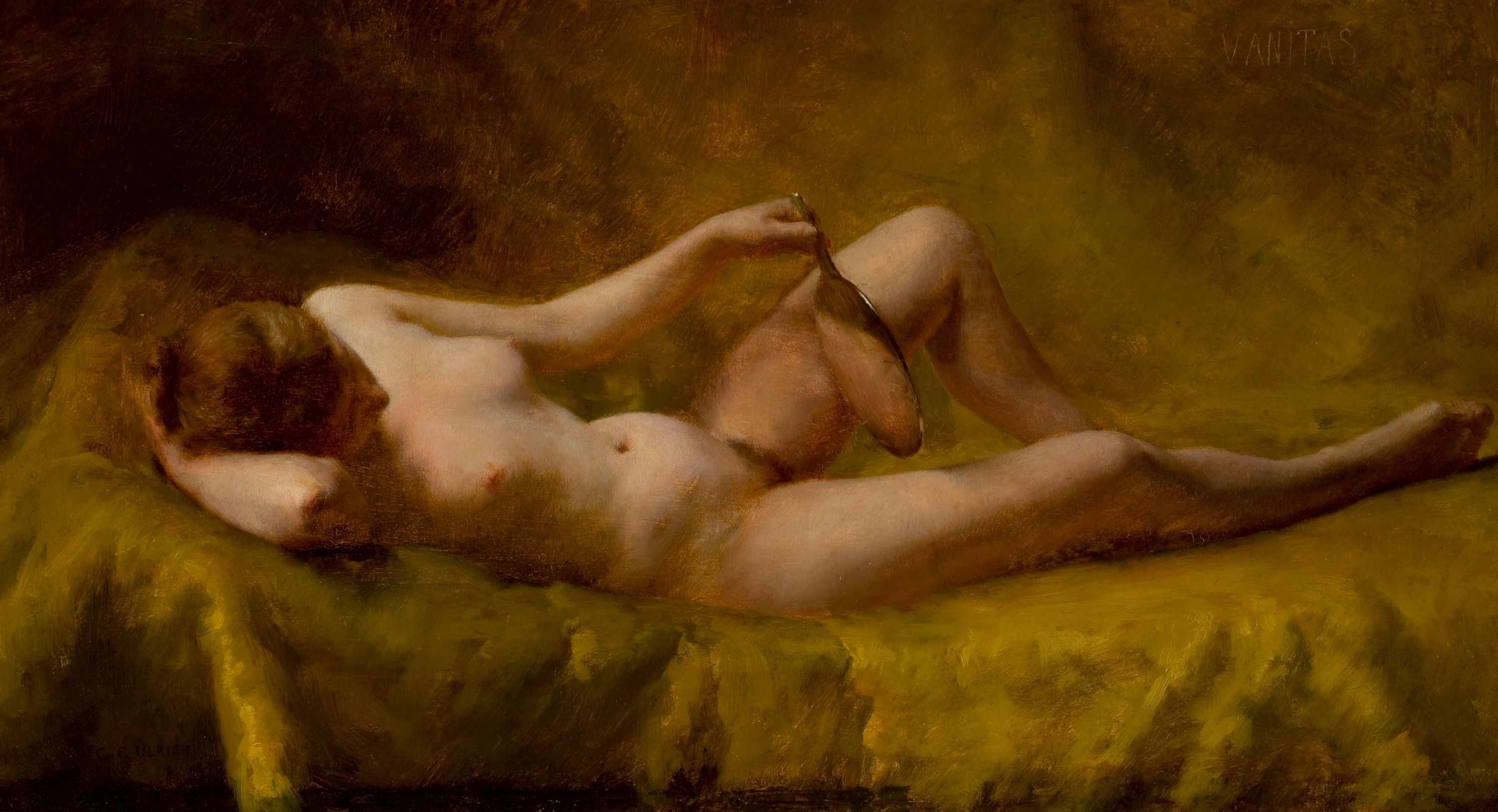
Vanitas
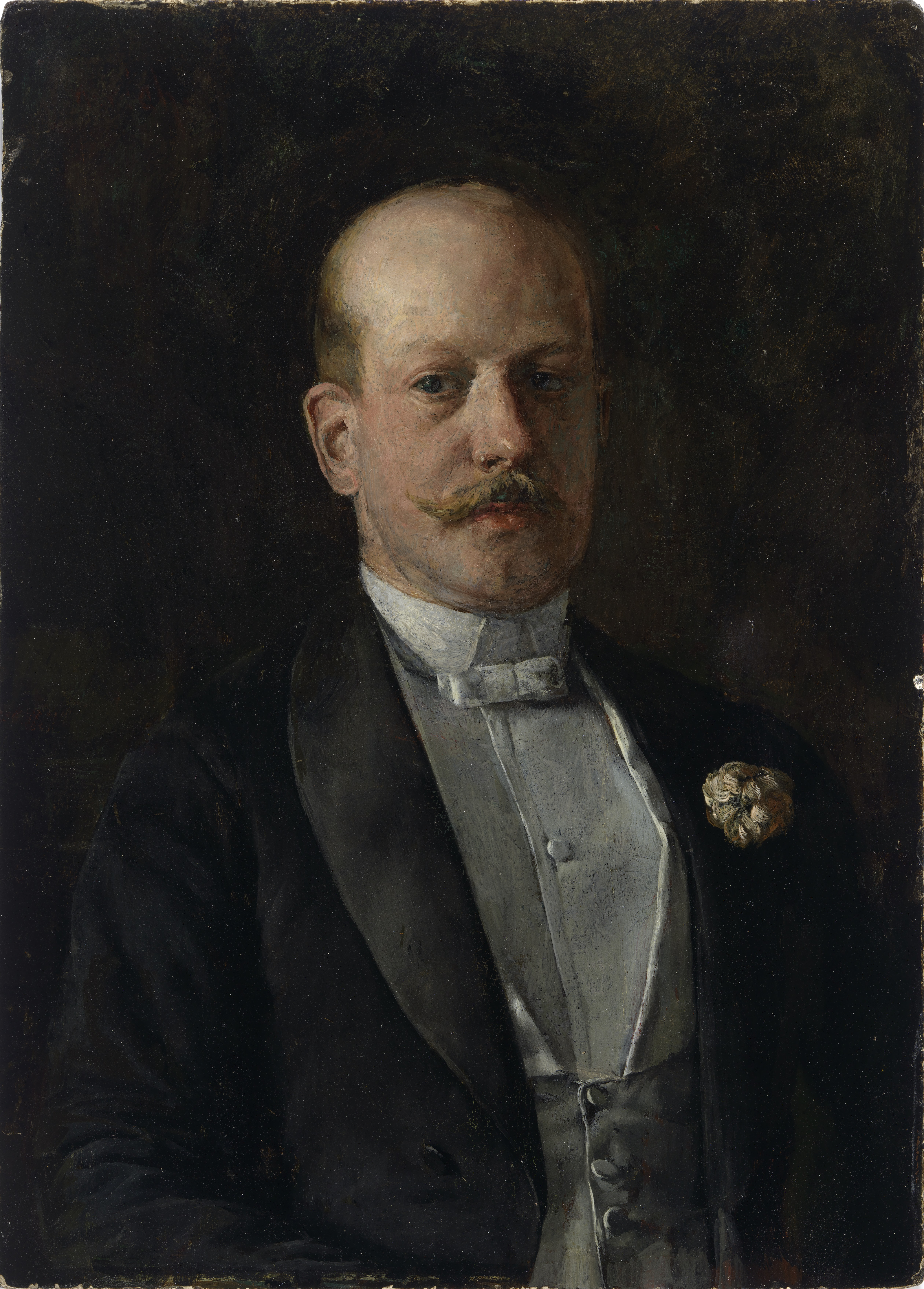
Thomas B. Clarke, 1884
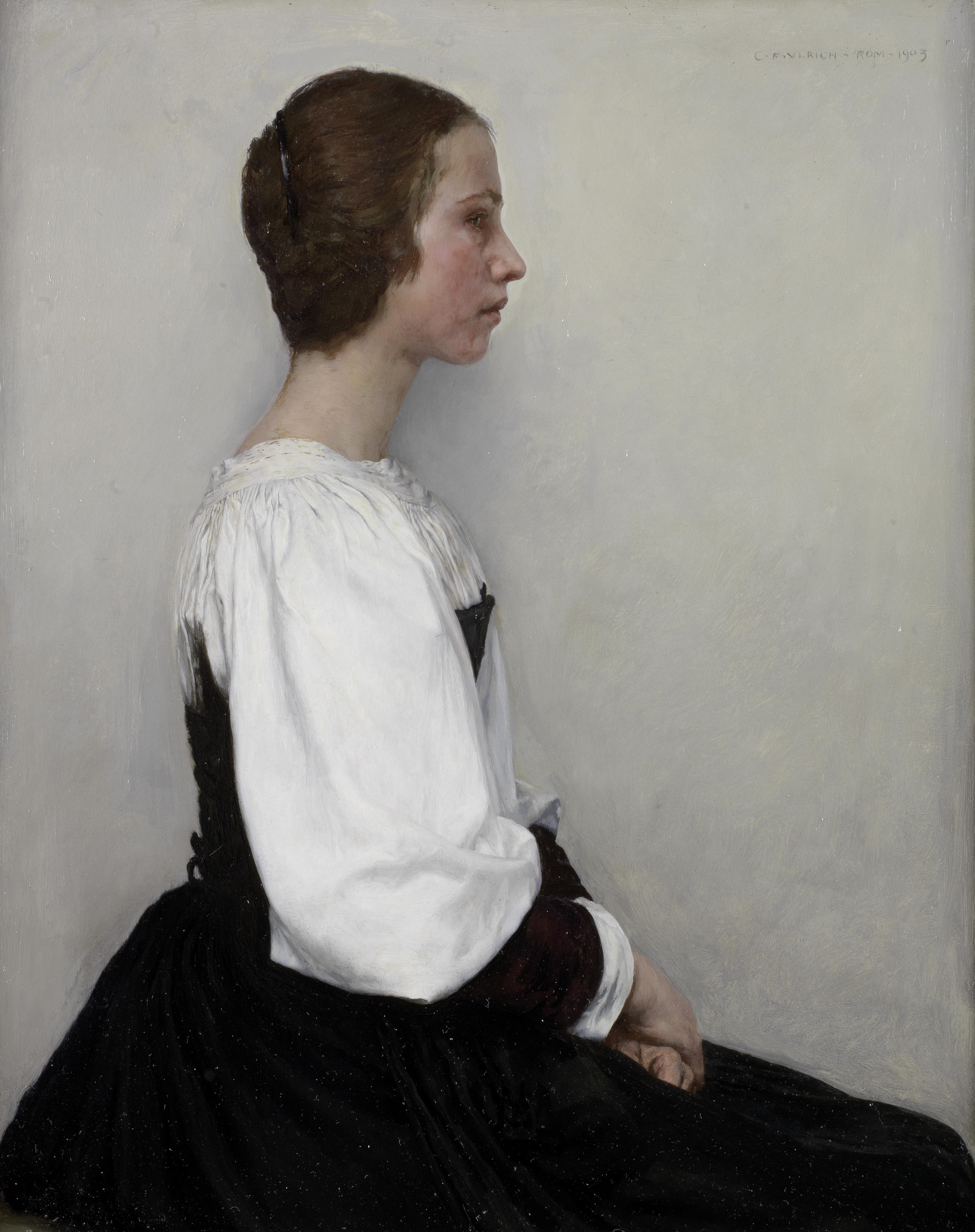
Porträt einer jungen Frau, Rom 1903
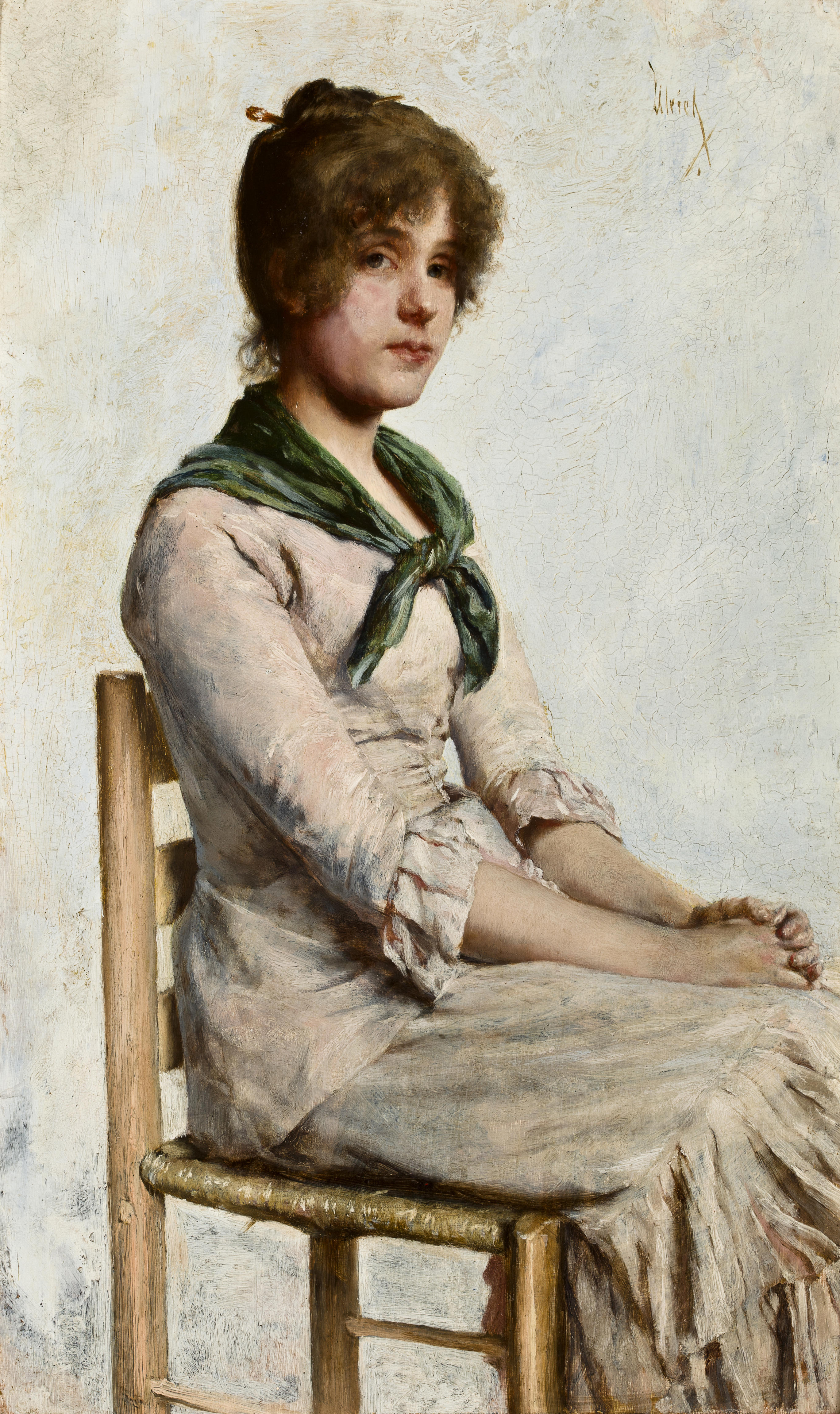
Porträt einer jungen Frau